# Aichach
Aichach (phát âm tiếng Đức: [ˈaɪçax]) là một đô thị ở Aichach-Friedberg bang Bayern thuộc nước Đức.

## Thành phố kết nghĩa
- Brixlegg, Áo
- Schifferstadt, Rhineland-Palatinate, Đức
- Gödöllő, Hungary